# Těšovice (okres Prachatice)
Obec Těšovice se nachází v okrese Prachatice, na řece Blanici zhruba 2,5 km východně od Husince a 5,5 km severovýchodně od Prachatic. Těšovicemi prochází silnice II/141 (Prachatice – Bavorov) a železniční trať 197 (Číčenice – Volary) s železniční stanicí Husinec, která se nachází na katastru obce. Žije zde 318 obyvatel.

## Historie
První písemná zmínka o vsi Těšovice pochází z roku 1356, až do roku 1501 byly Těšovice v majetku pražské Vyšehradské kapituly. Poté byl sto let  vlastníkem rod Rožmberků a roku 1602 Petr Vok z Rožmberka prodal Těšovice s celým zadluženým prachatickým panstvím císaři Rudolfu II. Po bitvě na Bílé Hoře věnoval r. 1622 císař Ferdinand II. Těšovice  jako součást panství Prachatice – Volary rodu Eggenbergů.
Od 14. října 1893 procházela obcí železniční trať z Číčenic do Volar. Dne 9. ledna 1929 na ní (za mrazu -14 °C) došlo k dopravní nehodě, když strojvůdci v železniční stanici Prachatice ujel motorový vůz osobního vlaku 4934 a srazil se s osobním vlakem 4901, který jel od Husince. Při srážce byl těžce raněn topič lokomotivy a dalších devět osob bylo zraněno lehce, celková škoda byla odhadnuta na 150 tisíc Kčs.[zdroj?]
V roce 1957 bylo po mohutné celookresní agitaci v Těšovicích založeno JZD. Jako vůbec poslední z rolníků v obci ukončil samostatné hospodaření Josef Hes z Bělče, a sice 1. října 1978, kdy do JZD včlenil své 4,75 hektaru půdy. Byla zde i malá škola, která již není v provozu.

## Tradice
Zachovává se zde tradice koledování, kdy na Velikonoce děti chodí okolo šesté hodiny ráno a v poledne řehtat s řehtačkami, místo zvonů, „které uletěly“. Chodí se řehtat tři dny, kdy nezvoní zvony. Třetí den v poledne se vyřehtají sladkosti, vajíčka a peníze pro děti. Také se udržuje tradice stavění májky (Máje).

## Pamětihodnosti
- Vodní mlýny – Hanušův mlýn, Mauricův mlýn a Bělečský mlýn
- Těšovická kaplička postavená kolem roku v první polovině 19. stol., r. 1885 k ní dostavěna věž.
- Bělečská kaplička, která slouží jako poslední rozloučení s občany
- Kaplička v Bělečské Lhotě, postavená kolem roku 1890. Byly zde ukradeny dvě mariánské sošky. Před kaplí je kříž s Ježíšem.

## Hospodářství
Na okraji obce v průmyslovém areálu provozuje svou činnost několik soukromých firem zpracovávající kámen těžený v místním lomu, ve kterém byla obnovena těžba clonovými odstřely v roce 2006. Dříve se v zatopeném lomu dalo provozovat potápění.

## Geologie
Přímo v Těšovicích se v řece Blanici rýžovalo zlato. V Bělči se nachází granit s turmalínem a amfibolitickým pegmatitem. Na Kozím vrchu je pak dále allanit, granát z granulitu, chondrodit, kalcit, mastek, růžová zrnka rhodonitu, titanit a turmalin granulitu na Bábí. V Bělečská Lhotě pak albit X v křemenné žíle, tuha v rule, granát a turmalín v granulitu na Bábí, turmalín v pegmatitech a pyrit.

## Části obce
- Těšovice
- Běleč
- Bělečská Lhota

V letech 1850–1920 k obci patřil i Výrov.

## Galerie

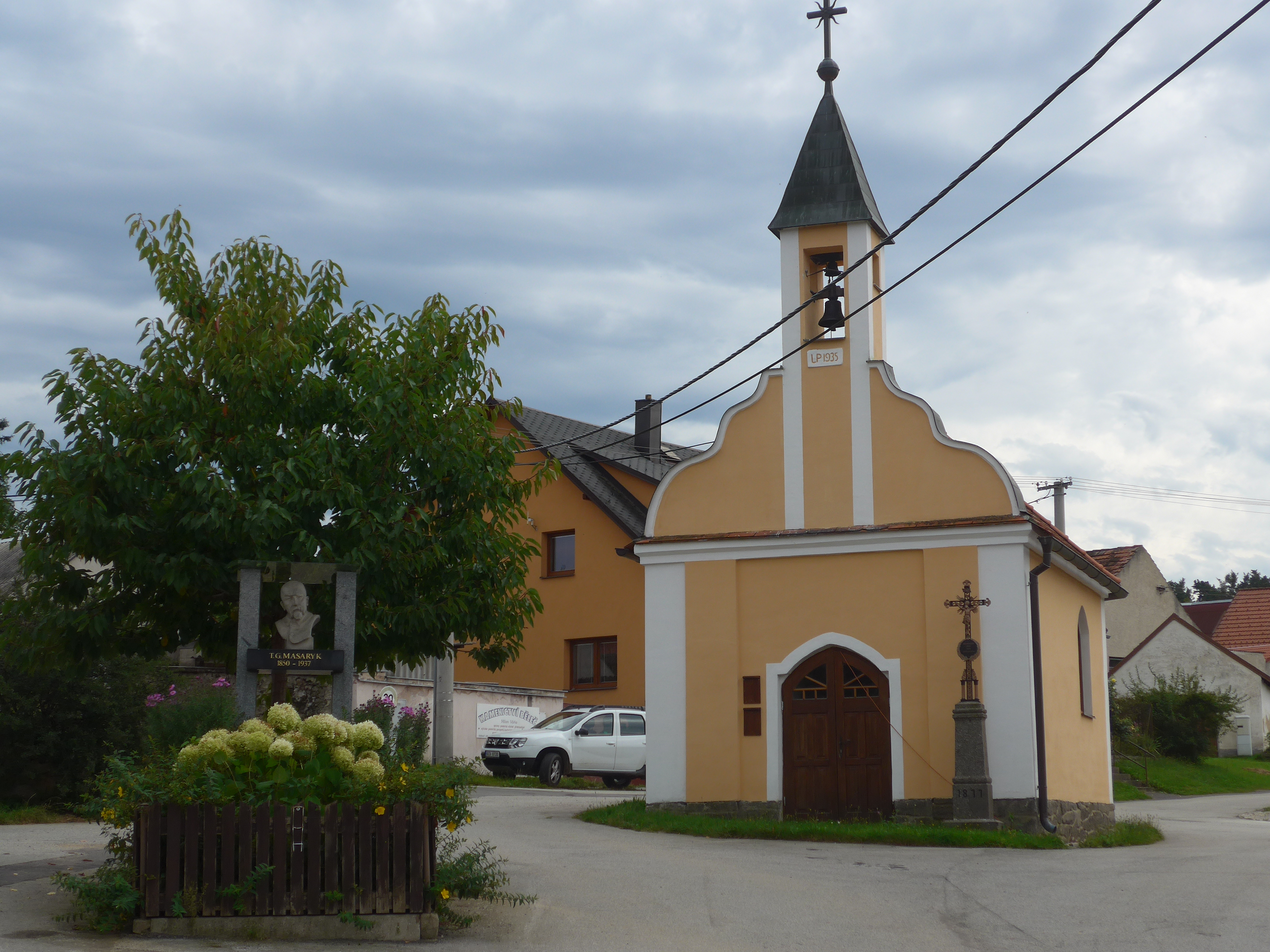
Běleč, kaplička na návsi s pomníčkem T.G.Masaryka
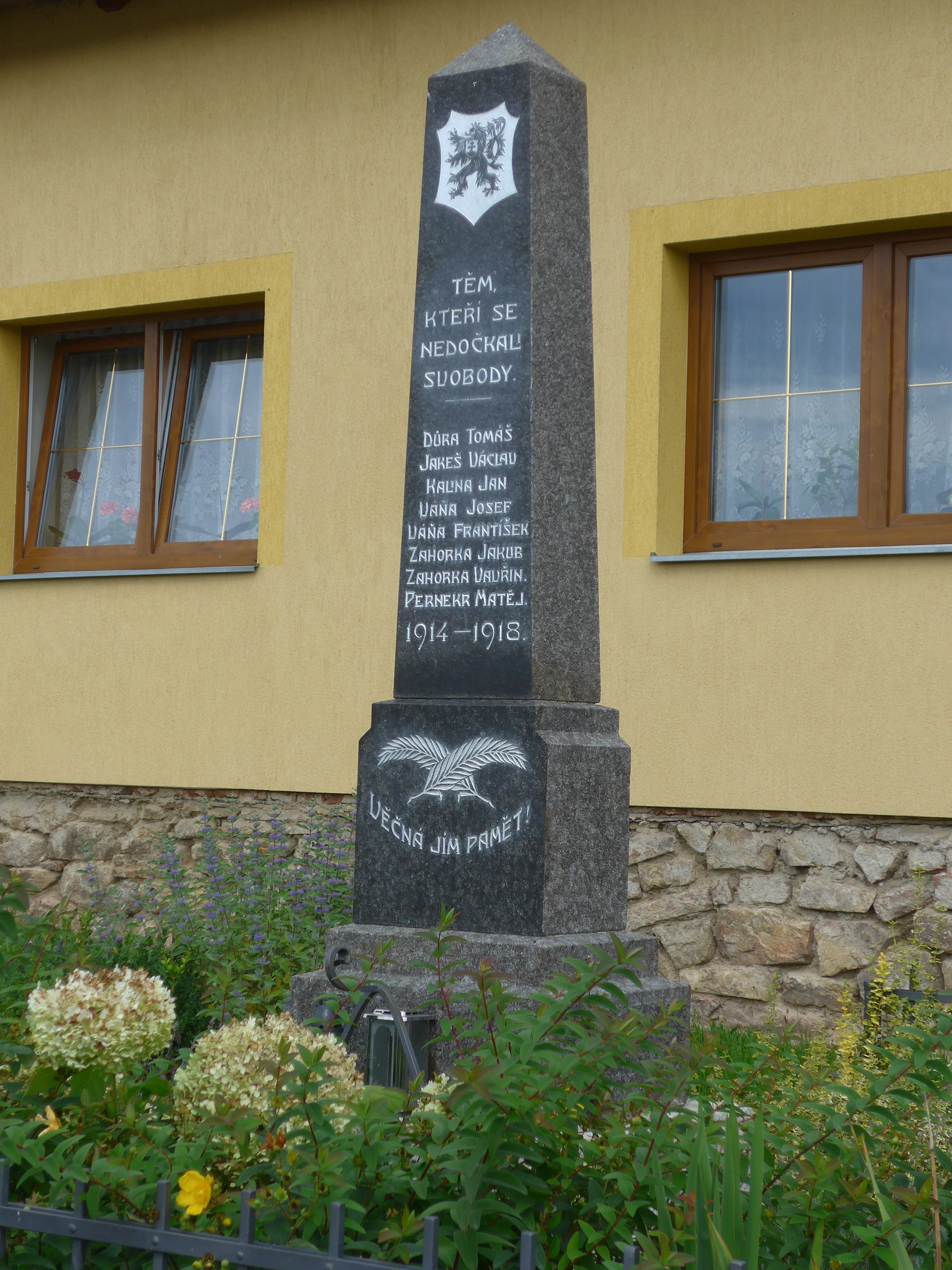
Běleč, památník 1. světové války
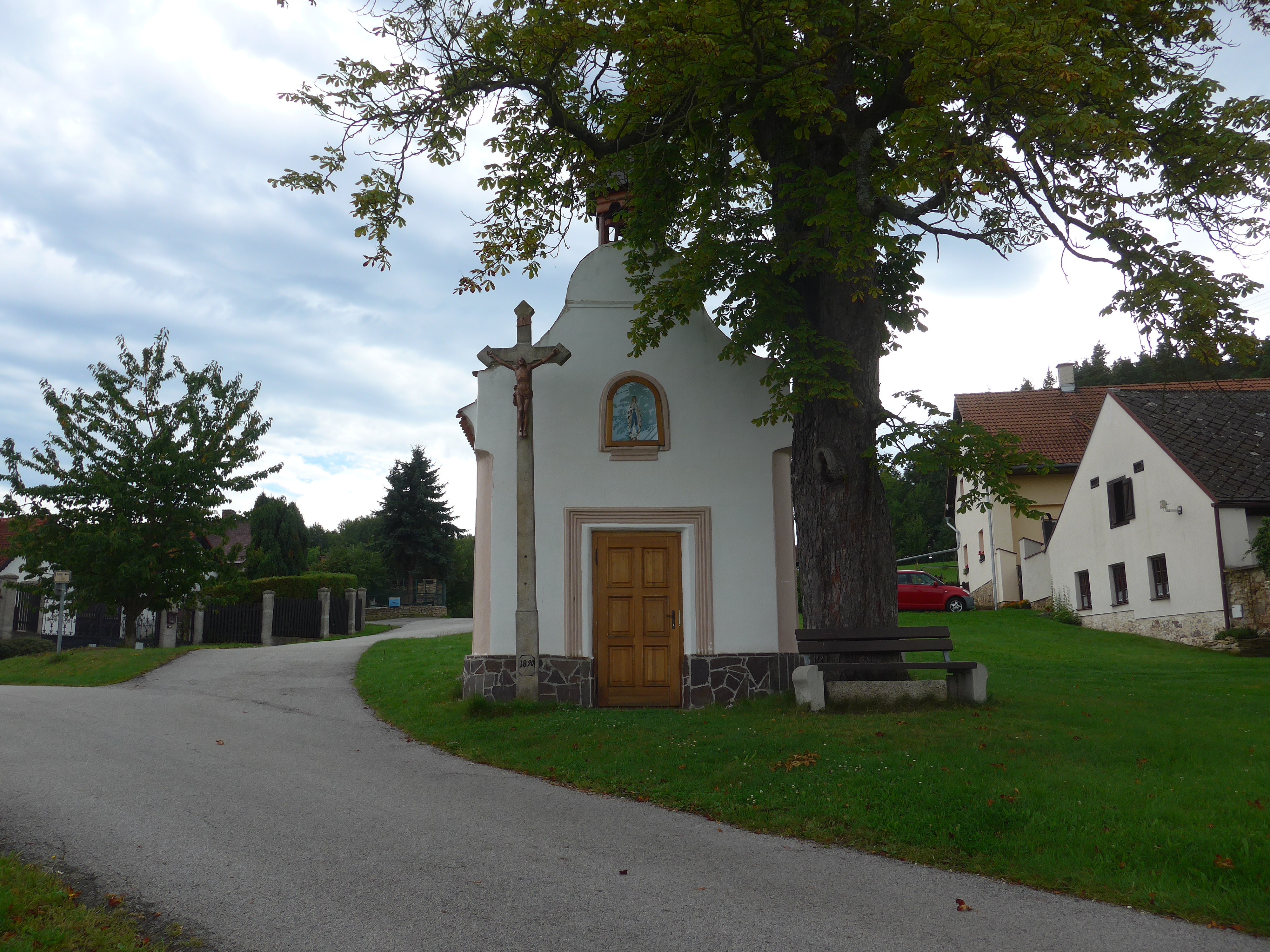
Bělečská Lhota, kaplička na návsi
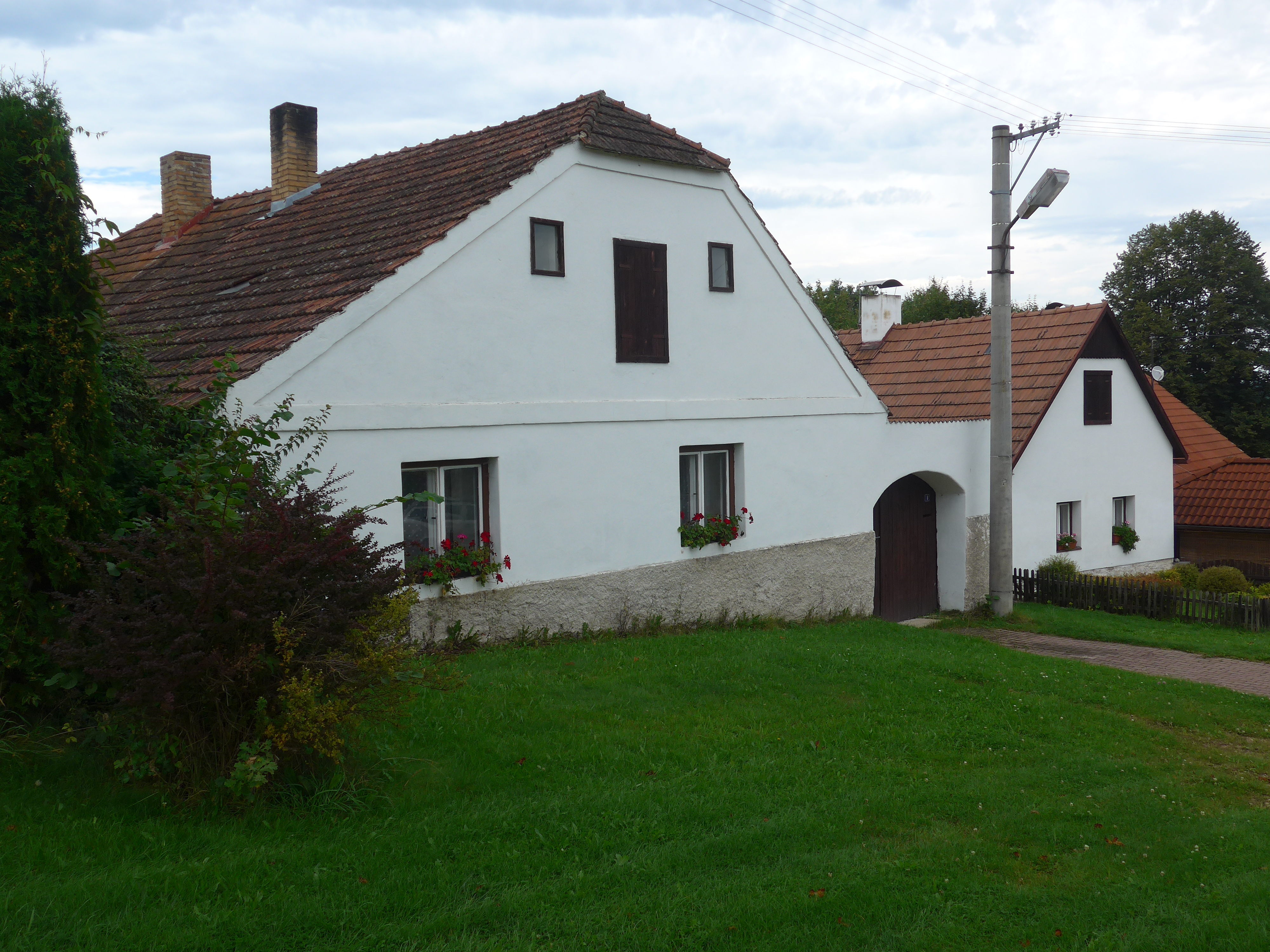
Bělečská Lhota, část návsi